# Requiem voor een blauwbloes
Requiem voor een blauwbloes (Frans:Requiem pour un Bleu) is het 46ste album uit de stripreeks De Blauwbloezen. Het werd getekend door Willy Lambil en het scenario werd geschreven door Raoul Cauvin. Het album werd uitgegeven in 2003.

## Verhaal
Als Sergeant Cornelius Chesterfield na een veldslag cavalerie aanval, plots in de ziekenboeg wakker wordt, blijkt bij het bijkomen dat zijn trouwe maar tevens onhandelbare metgezel Blutch gestorven is op het slagveld. Overstuur en al, wil hij erachter komen hoe dit alles heeft kunnen gebeuren en gaat bij diverse mensen te rade, hij krijgt echter verschillende verhalen te horen over de dood van Blutch...

## Personages in het verhaal
- Blutch
- Cornelius Chesterfield